# Phare de Tucker's Beach
Le phare de Tucker's Beach (en anglais : Absecon Lighthouse), est une réplique de l'ancien phare situé sur Tucker's Island, proche de Tuckerton dans le comté d'Ocean, New Jersey.

## Historique
Le phare d'origine a été construit en 1868 sur Tucker's Island et a été détruit lors d'une tempête dans les années 1920.
Une réplique  a été construite en 1999/2000 à Tuckerton, en face du lac Pohatcong.  Il sert de musée maritime pour le port de Tuckerton .

### Lien connexe
- Liste des phares du New Jersey